# Gemeindegründungsbewegung
Die Gemeindegründungsbewegung ist eine christliche Gruppierung innerhalb der freien Gemeinden, die sich als Ziel setzt, weltweit neue Gemeinden ins Leben zu rufen.
In den 1980er Jahren stellten Missionsgesellschaften bei Untersuchungen fest, dass die erfolgreichste Form von innerer und äußerer Mission in der Gründung von neuen Gemeinden liegt.
Daraufhin wurde die Organisation DAWN ins Leben gerufen, welche den Gedanken der Gemeindegründung und Gemeindegründungsprojekte fördern und unterstützen will. So werden bestimmte Ziele gesetzt und nach einer Zeit überprüft, ob diese Ziele auch erreicht wurden (beispielsweise für Brasilien 180.000 neue Gemeinden seit 1992). C. Peter Wagner schreibt, dass innerhalb der Bewegung von DAWN 7 Millionen neue Gemeinden gegründet werden müssen, um den Missionsbefehl aus Matthäus 28 zu erfüllen. Diese Zahl wurde von Dawn Ministries auf 20 Millionen bis zum Jahr 2020 erhöht.